# Otostigmus scaber
Otostigmus scaber är en mångfotingart som beskrevs av Carl Oscar von Porat 1876. Otostigmus scaber ingår i släktet Otostigmus och familjen Scolopendridae. Inga underarter finns listade i Catalogue of Life.